# Vaccinium retusifolium
Vaccinium retusifolium är en ljungväxtart som beskrevs av J. J.Smith. Vaccinium retusifolium ingår i Blåbärssläktet, och familjen ljungväxter. Inga underarter finns listade i Catalogue of Life.